# Ochranné pásmo dráhy
Ochranné pásmo dráhy je v České republice definováno zákonem č. 266/1994 Sb., o dráhách. Ten stanovuje rozsah tohoto pásma dle typu dráhy a dále upravuje práva a povinnosti vlastníků a dalších osob v souvislosti s nemovitostmi v tomto ochranném pásmu a činnostmi, které v něm lze provádět.

## Vymezení
Ochranné pásmo dráhy tvoří podle § 8 českého zákona o drahách prostor po obou stranách dráhy, a to do vzdálenosti
- u celostátní dráhy a regionálních drah 60 m od osy krajní koleje (100 m u celostátní dráhy budované pro rychlost nad 160 km/h), ale nejméně 30 m od hranic obvodu dráhy,
- u speciální dráhy 30 m od hranic obvodu dráhy, u tunelů speciální dráhy 35 m od osy krajní koleje.
- u tramvajových drah, místních drah a vleček 30 m od osy krajní koleje
- u lanovek 10 m od nosného lana, dopravního lana nebo osy krajní koleje
- u trolejbusové dráhy 30 m od osy krajní koleje nebo krajního trolejového drátu.

Pro dráhu vedenou po pozemních komunikacích a vlečku v uzavřeném prostoru provozovny nebo v obvodu přístavu se ochranné pásmo nezřizuje. 

## Regulace
Právní účinky ochranného pásma stanoví § 9 českého zákona o drahách. 
V tomto pásmu nelze bez souhlasu drážního správního úřadu stavět a provozovat stavby, vykonávat důlní činnost, skladovat nebezpečné odpady a výbušniny, provozovat střelnici a používat světelné zdroje a barevné plochy zaměnitelné se znaky návěstidel.
Provozovatel dráhy a provozovatel drážní dopravy je v ochranném pásmu dráhy oprávněn v odůvodněných případech vstupovat na cizí pozemky, a to zejména při provozování dráhy, opravách a údržbě, odstraňování následků nehod a překážek bránících provozování drážní dopravy. Je přitom povinen zajistit, aby co nejméně bránil v užívání pozemku a staveb na nich stojících a nevznikly na nich škody. Výkon tohoto práva smí omezit po dobu nezbytně nutnou a v rozsahu nezbytně nutném. Ve stavu nouze nebo v naléhavém veřejném zájmu je provozovatel dráhy a provozovatel drážní dopravy oprávněn použít za náhradu nemovitost vlastníka, a to po dobu nezbytně nutnou a v rozsahu nezbytně nutném. Případné vzniklé škody je povinen vlastníku nemovitosti nahradit podle občanského zákoníku.
V případě nutnosti umístit a provozovat pevná trakční zařízení, signalizační a zabezpečovací zařízení na nemovitosti, přiléhající k dráze tramvajové nebo trolejbusové, je vlastník této nemovitosti povinen souhlasit za jednorázovou finanční náhradu s omezením vlastnického práva. Rozhodnutí o tomto omezení a výši náhrady vydá na návrh provozovatele tramvajové nebo trolejbusové dráhy drážní správní úřad. Provozovatel dráhy je povinen při umístění a opět při odstranění tohoto zařízení uvést cizí nemovitost do původního stavu, není-li to možné, do stavu odpovídacího původnímu účelu nemovitosti. 

## Ochrana dráhy
Nezbytná opatření o ochraně dráhy (k zabránění sesuvů půdy, padání kamenů, lavin a stromů nebo jejich částí a další zdroje ohrožování dráhy a zdroje rušení drážního provozu na nich) upravuje § 10 českého zákona o drahách. Tato ohrožení a opatření nejsou vztažena k definici a vymezení ochranného pásma dráhy, ale pouze k sousedství dráhy a účinkům na dráhu a drážní provoz. 
V roce 2019 je ve schvalovacím procesu vládní návrh novely drážního zákona, která část dosavadních pravomocí drážních správních úřadů přenáší přímo na provozovatele dráhy a explicitně stanoví, že „stromoví a jiné porosty, které při svém pádu mohou zasáhnout do průjezdného průřezu dráhy, jsou stromovím ohrožujícím bezpečnost nebo plynulost drážní dopravy nebo provozuschopnost dráhy“. Ani v novelizovaném znění nejsou tyto povinnosti a tato oprávnění nijak navázány na vymezení ochranného pásma dráhy.